# Dziadek do orzechów

Sposób działaia dziadka do orzechów w formie dźwigni

Dziadek do orzechów – ręczne narzędzie kuchenne służące do rozłupywania skorup orzechów, zazwyczaj włoskich lub laskowych.

## Opis
Najczęściej jest wykonywane w postaci połączonych ze sobą ramion dźwigni dwustronnej lub jednostronnej; spotykane są także inne rozwiązania, oparte na zasadzie działania śruby. Te skonstruowane w oparciu o zasadę działania dźwigni zazwyczaj mają szczęki z wycięciami dwóch rozmiarów, przeznaczonymi do kruszenia orzechów mniejszych (zwykle laskowych) i większych (włoskich).
Istnieją także dziadki do orzechów w formie rzeźbionych i malowanych figurek królów, książąt, żołnierzy i innych postaci. Mają one ruchome usta, w które wkłada się orzech i zgniata przy pomocy dźwigni umieszczonej na plecach. Taki właśnie dziadek jest tytułowym bohaterem opowiadania E.T.A. Hoffmanna Dziadek do orzechów, na której podstawie powstał balet z muzyką Piotra Czajkowskiego.
Dziadek do orzechów, mimo pozornie solidnej konstrukcji, jest urządzeniem projektowanym pod konkretne obciążenia i nie nadaje się do rozłupywania twardszych rzeczy, jak np. gałka muszkatołowa – rzeczy o tak dużej twardości należy rozbijać w urządzeniu o znacznie mocniejszej konstrukcji, np. w moździerzu kuchennym.

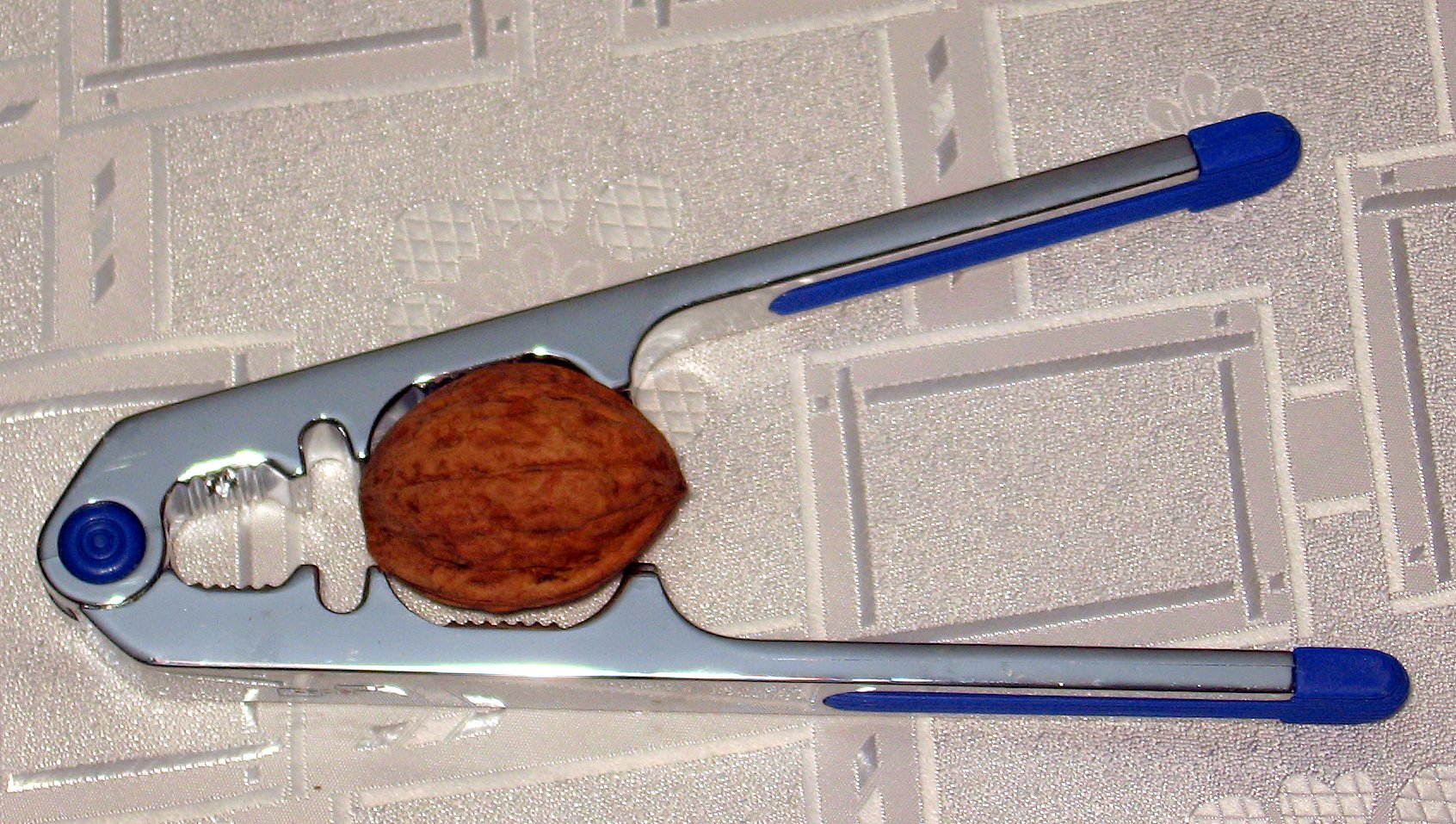
Dziadek w formie dźwigni jednostronnej
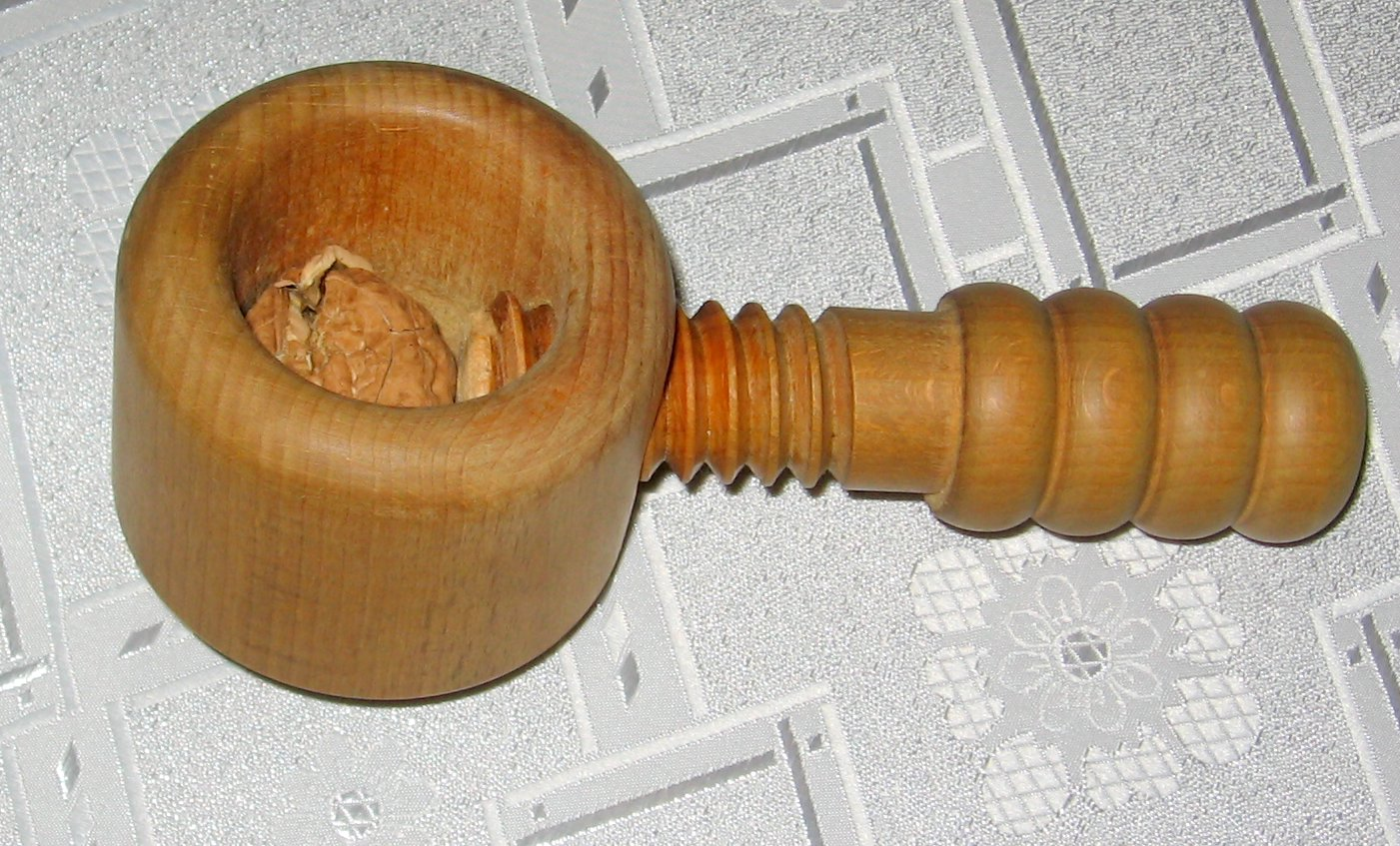
Dziadek w formie śruby wkręcanej do komory
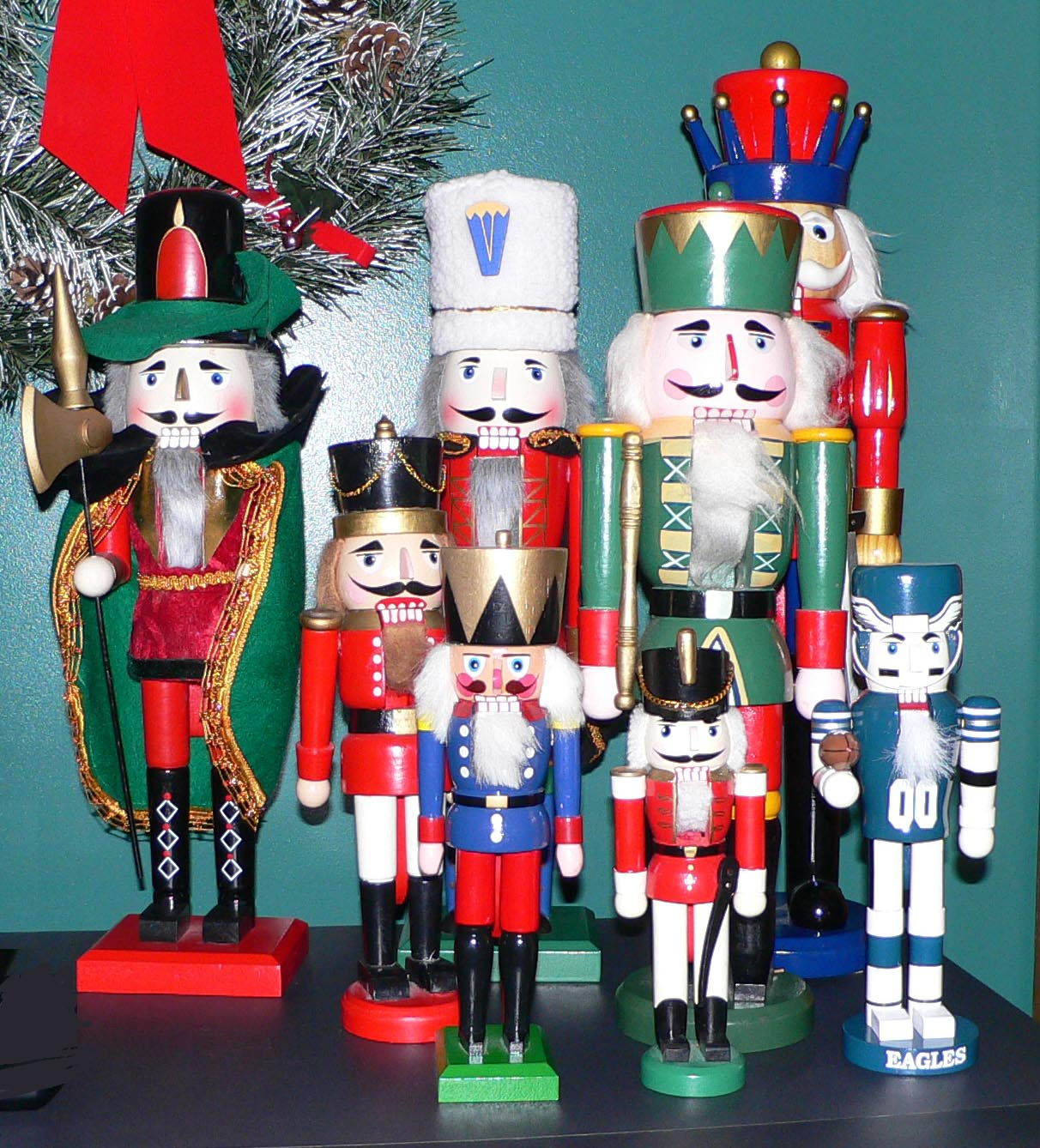
Dziadki w formie figurek
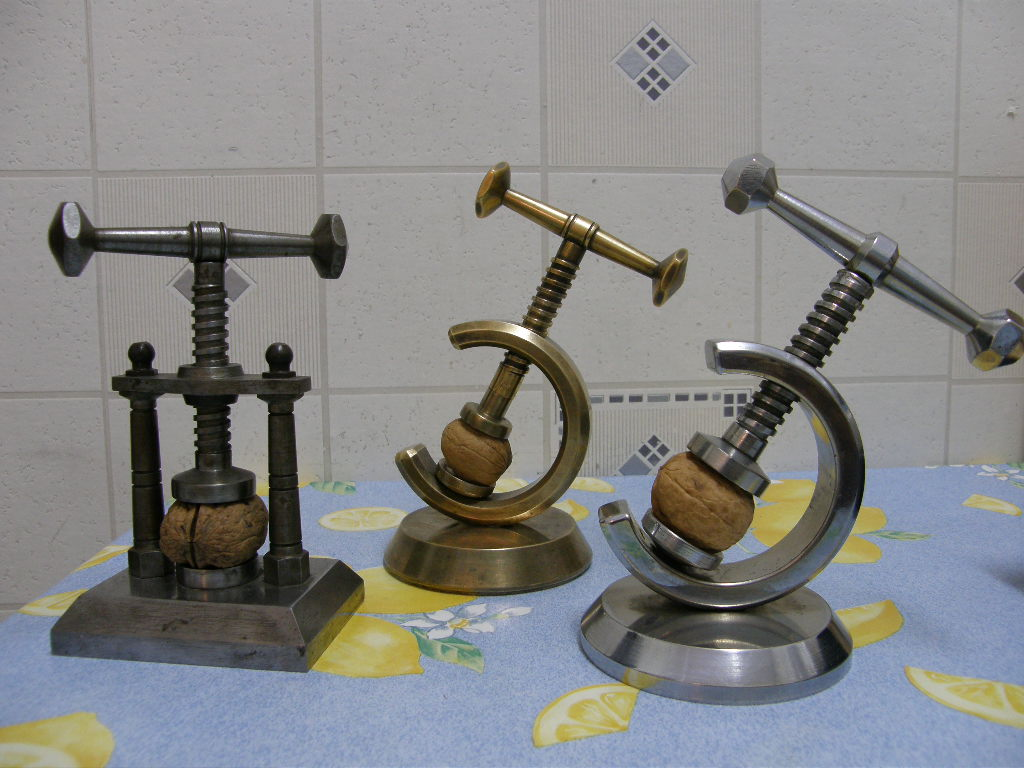
Dziadki w formie prasy wykonane z żeliwa lub stali
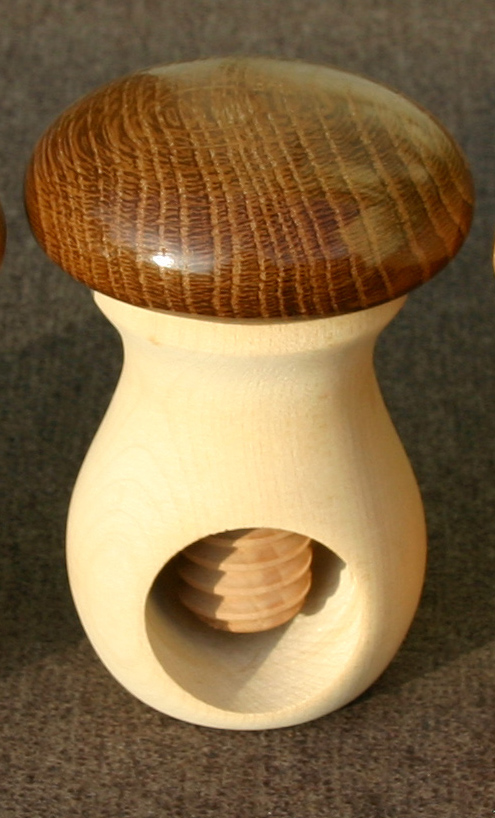
Dziadek do orzechów w formie grzyba